# Dusona geminata
Dusona geminata är en stekelart som beskrevs av Gupta 1977. Dusona geminata ingår i släktet Dusona och familjen brokparasitsteklar. Inga underarter finns listade i Catalogue of Life.